# Rímel

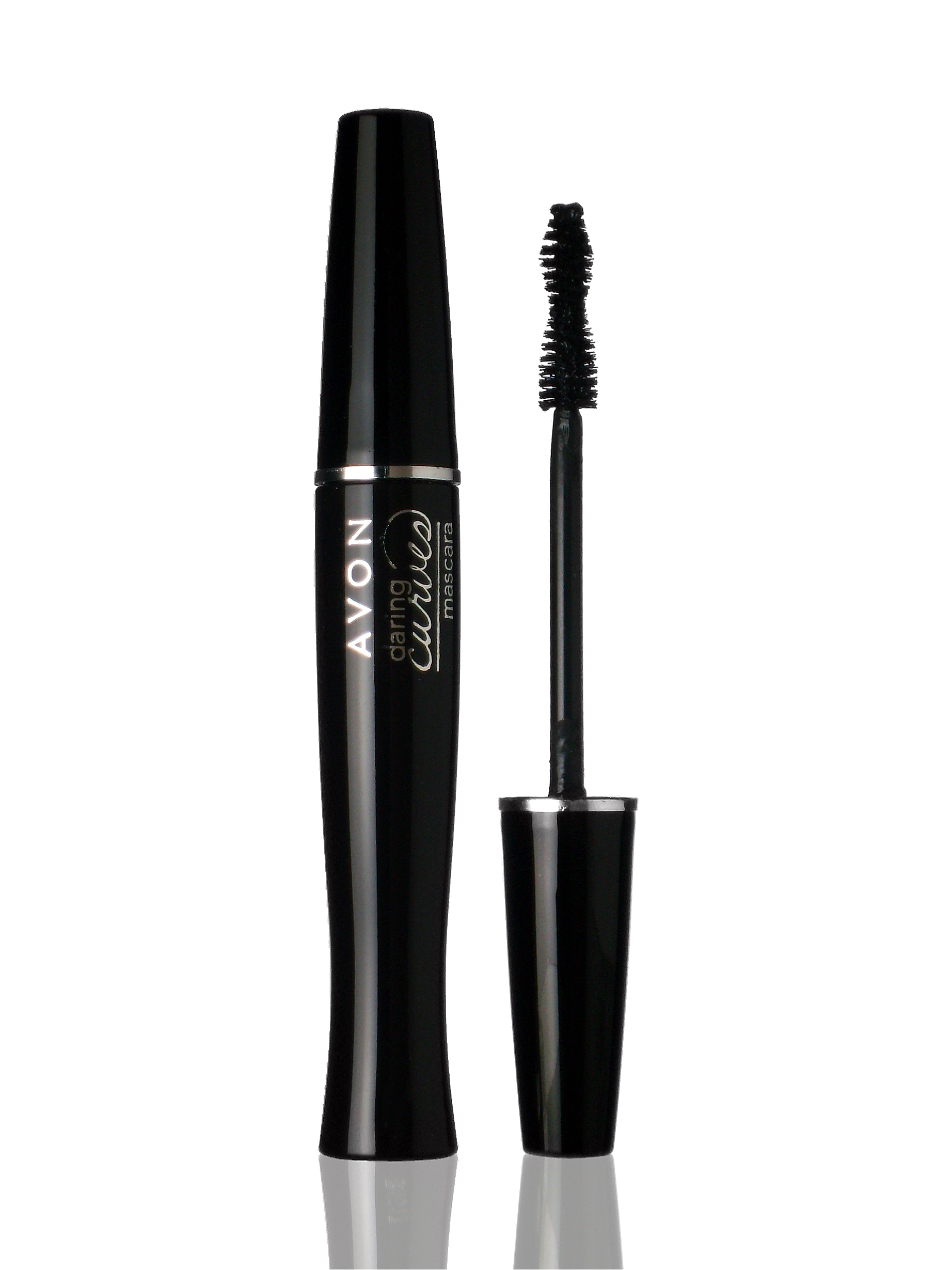
Um tubo de rímel e um aplicador

Rímel é uma marca de máscara para cílios  cosmético usado para escurecer, clarear ou colorir os cílios, e também para engrossá-los, alongá-los e defini-los. Vem também em muitas fórmulas, tonalidades e cores. O produto é disponibilizado em tubos com bastões de aplicação. Sua composição inclui um pigmento hidrofóbico, um agente espessante solúvel em água, uma resina para formação de película, um umectante e água. Os bastões de aplicação podem ser retos ou arqueados, para curvar os cílios, com cerdas finas ou grossas. Alguns bastões contém fibras de nylon ou de seda sintética para aumentar os cílios.

## História
O cosmético foi inventado por Eugene Rimmel, um talentoso perfumista francês, fundador da House of Rimmel, no século 19. Enquanto ainda na Idade Média utilizava casca e semene de nozes trituradas, aproveitando a tintura extraída. O rímel moderno, por sua vez, foi criado em 1917 por um químico chamado T.L. Williams depois que sua irmã Maybel lhe pediu que criasse um produto fácil de usar. Este novo rímel foi feito misturando vaselina e pó de carvão. Ele fez tanto sucesso que Williams começou a vender seu novo produto pelo correio. Anos depois, sua pequena empresa, chamada Maybelline Company, se tornou uma das líderes na indústria de cosméticos.
O surgimento do tubo com bastão de aplicação o tornou ainda mais atrativo para o mercado do que a antiga pasta de rímel. Max Factor foi a primeira a utilizar esse tipo de recipiente para o cosmético. Essa mudança deu início aos produtos que estão disponíveis atualmente.

## Uso

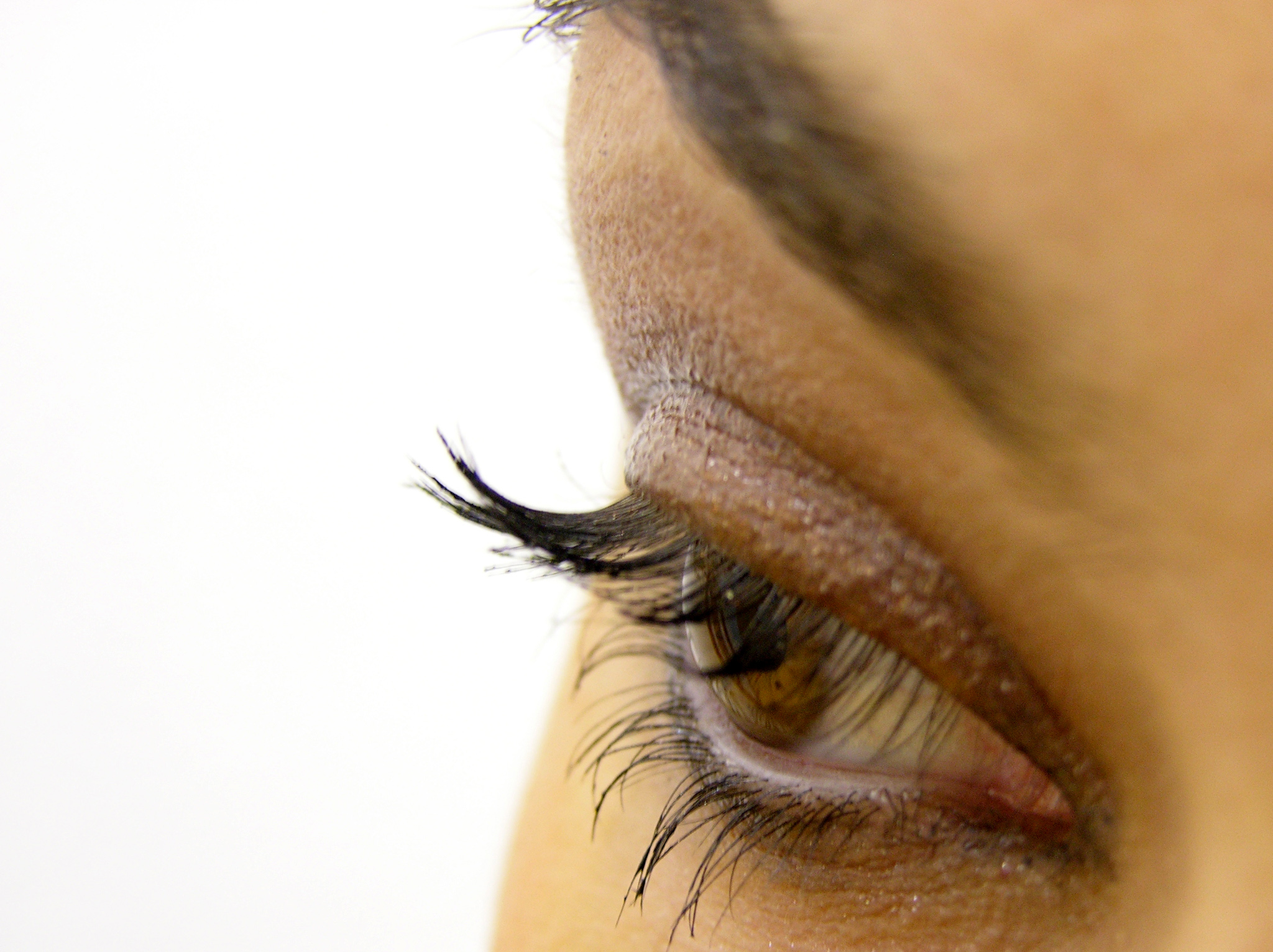
Olhar feminino em cujos cílios foi aplicado rímel e seu efeito

O rímel deve ser aplicado nos cílios, dos cantos interiores para os exteriores, podendo a aplicação ser em várias camadas, intensificando, assim, o seu efeito. O aplicador deve ser mergulhado no produto e imediatamente passado nos cílios, como se os penteasse, do início de sua base até suas pontas, espalhando o produto de forma uniforme. O resultado são cílios mais sensuais e um olhar mais marcante.
O rímel deve ser retirado com demaquilante apropriado após o uso.

## Como a mascara de cílios pode causar riscos à saúde dos consumidores
Um estudo apresentado no SNCS 2023 teve como objetivo identificar a presença de Staphylococcus aureus em amostras de rímel utilizadas por estudantes universitárias em São Luís, Maranhão, e analisar o padrão hemolítico das cepas isoladas.
Foram coletadas 20 amostras de rímel usadas, as quais passaram por cultivo microbiológico em caldo BHI e em meios seletivos, como Ágar Sangue e Ágar Manitol. A identificação das bactérias foi realizada por meio de coloração de Gram e testes de catalase e coagulase. A atividade hemolítica das cepas foi avaliada em placas contendo sangue humano dos tipos A, B, AB e O.
Dos materiais analisados, 40,9% apresentaram contaminação por S. aureus. Observou-se variação na taxa de hemólise conforme o tipo sanguíneo utilizado: tipo A (59,1%), tipo B (50%), tipo AB (36,4%) e tipo O (31,8%).
Os resultados indicam que produtos cosméticos, como o rímel, podem atuar como reservatórios de bactérias patogênicas, especialmente quando utilizados de forma compartilhada. O estudo destaca a importância da conscientização quanto à higiene e ao uso individual desses produtos, visando à prevenção de infecções oculares e cutâneas.

## Demais tipos de maquiagem
- Batom
- Blush
- Delineador
- Gloss
- Sombra
- Pó compacto
- Base
- Corretivo
- Filtro solar (que também pode ser considerado um passo ideal para a maquiagem)
- Lápis de olho
- Lápis para os lábios